# Убивство Оксани Макар

Оксана Макар, жертва резонансного злочину в Миколаєві, який стався 9 березня 2012.

Зґвалтува́ння та вби́вство Окса́ни Мака́р — злочин, який стався 9 березня 2012 року в місті Миколаїв. Відповідно до повідомлень ЗМІ, троє хлопців заманили у квартиру «знайому одного з них» 18-річну (народилась 11 червня 1993) Оксану Макар, яку зґвалтували, а потім, оскільки вона кликала на допомогу, один із хлопців задушив дівчину. Потім усі втрьох пішли шукати «місце для трупа», коли повернулися, Оксана дихала, але її задушили вдруге — дротом. Далі втрьох (замотавши дівчину в простирадло та дві наволочки) винесли Оксану Макар до будівельного майданчика й вкинули в яму зі сміттям, яке підпалили.
Але Оксана Макар чудом вижила, її було знайдено вранці 10 березня. У дівчини було обпалено близько 55 % поверхні тіла, причому багато опіків до кісток — 3-го та 4-го ступенів. 16 березня Оксану Макар відправили до Донецького опікового центру.
Троє підозрюваних (яких назвала дівчина) були заарештовані ввечері 10 березня, але двоє з них були відпущені вранці 11 березня. 12-13 березня справа отримала широкий розголос у соціальних мережах та ЗМІ. 13 березня протестувальники принесли до будівлі прокуратури (у центрі Миколаєва) «опудало злочинця», яке «кастрували» та спалили; протестувальники також призначили загальний мітинг на 15 березня. 14 березня Президент України Віктор Янукович доручив генеральному прокурору Віктору Пшонці взяти розслідування справи під особистий контроль. Міністр внутрішніх справ України Віталій Захарченко направив до Миколаєва фахівців Головного слідчого управління МВС.
15 березня на мітинг проти беззаконня й на підтримку Оксани Макар у центрі Миколаєва (на площі Леніна) зібралося за даними ЗМІ від 2 до 10 тис. осіб. У ці ж дні аналогічні мітинги та протестні акції відбулися в Одесі (на Соборній площі), Києві, Харкові, Донецьку, Львові, Луцьку, Сумах.
Проте, попри всенародну підтримку та допомогу в лікуванні, 29 березня 2012 р., менше ніж через три тижні після зґвалтування й підпалення, Оксана Макар померла у Донецькому опіковому центрі від зупинки серця. У дівчини дуже постраждали легені — було виснаження легенево-серцевої, окремо серцевої й окремо легенево-дихальної системи, а також виник набряк мозку.

## Сім'я Оксани Макар
Оксана Макар прожила з матір'ю 2,5 роки в Києві (мати 6 років жила й працювала в Києві, доньку виховувала без чоловіка). У Києві Оксана закінчила школу, й повернулася в Миколаїв, де жила останні півроку в бабусі в селищі Луч (у часи СРСР поруч із селищем була розташована велика військова радіорелейна станція). Також відомо, що останні три роки Оксана займалася спортом — боксом; і попри невеликий зріст (за словами матері) «могла захистити себе». За характером Оксана була дуже врівноваженою: лікарі відзначали, що навіть після перенесених катувань у дівчини не виникало істерик чи проблем з психікою. Водночас знайомі відзначали, що Оксана була спортивною та дуже енергійною.
ЗМІ повідомляють, що у Тетяни Суровицької (мати Оксани Макар) було дві судимості: перша — «за неналежне виконання службових обов'язків» (засуджена до умовного строку) і друга — за побиття своєї подруги, яка ніби-то схилила до подружньої зради чоловіка Тетяни Суровицької. За другою судимістю Суровицька перебувала в ув'язненні 3,5 роки, у цей час Оксана перебувала в інтернаті й тричі тікала звідти (за словами матері, їй там було погано). Батько та вітчим Оксани Макар на момент трагедії з дівчини перебували в ув'язненні й були до цього неодноразово судимі за крадіжки.
Покійний дід по матері, Роман Михайлович, мав звання «заслужений вчитель». Деякі ЗМІ повідомляли, що саме дід Оксани й виховував її (на момент трагедії дідусь уже помер, й дівчина жила в будинку діда з бабусею), а матір жила та працювала в Києві. У Миколаєві в Оксани також була старша сестра, яка працювала лікарем у військовому шпиталі.

## Злочин
9 березня (п'ятниця) 18-річна Оксана Макар приїхала з селища «Луч» у центр Миколаєва в кафе «Рибка» (на вул. Дзержинського), аби продовжити святкування «8 березня». У цьому кафе Оксана бувала не раз, її знала барменка. Барменка з кафе «Рибка» в інтерв'ю сказала, що Оксана випила лише пляшку пива, і пакетик соку. Близько 22:00 у кафе зайшло кілька молодих хлопців, вони зайняли столик поруч з Оксаною і вона пересіла до них. Барменка також повідомила, що, на думку жителів міста, Оксані у випивку підсипали якусь речовину, від якої вона «не могла чинити опір».
Сама Оксана Макар заявляла (пресі та своїй матері), що випила в кафе (у компанії вказаних чоловіків) лише «чарку коньяку 20 грамів» і в неї почалися «провали в пам'яті». Дівчина вважала, що їй підсипали якусь речовину. У такому стані двоє підозрюваних «напросилися» (як розповіла барменка) проводжати дівчину, та повели її у квартиру до третього підозрюваного (Присяжнюка), який був давно знайомий з Оксаною, і намагався багато місяців «зав'язати з нею стосунки», але отримав відмову.
Згідно з відеозаписом допиту Краснощока (який був викладений невідомими в Youtube 14 березня), у квартиру дівчина прийшла дуже п'яна. Краснощок запропонував їй інтимну близькість, але отримав відмову. Оксана випила одну чарку горілки й розбила ніжку цієї чарки; потім її відвели у спальню, де дівчина заснула й повністю втратила свідомість. Скориставшись її безпомічним станом, усі троє злочинців зґвалтували Оксану — дівчина погрожувала заявити в міліцію (сусіди чули гучні крики, але не викликали правоохоронців). Краснощок задушив Оксану руками, а потім усі троє хлопців пішли шукати «місце для трупа». Коли повернулися через півгодини — дівчина дихала. Краснощок задушив її повторно дротом, загорнув Оксану в простирадло і дві наволочки й виніс на вулицю. Біля під'їзду впустив дівчину на асфальт, вона не застогнала і не мала жодних ознак життя. Далі дівчину віднесли на давно покинуту недобудовану поліклініку в центрі Миколаєва, і кинули в підвалі у яму зі сміттям (зі слів Краснощока, «якийсь басейн»). Підпалили наволочки, і кинули поруч дівчини. Пішли, але через п'ять хвилин Краснощок повернувся і забрав простирадло, дівчина горіла, але все ще не мала ознак життя.

21 березня «джерело інформації в міліції» повідомило газеті «Комсомольська правда в Україні», що напад на Оксану Макар було заздалегідь сплановано, і до нього ретельно готувалися. Зокрема, джерело в міліції повідомило, що Максим Присяжнюк безуспішно намагався зав'язати з нею стосунки, і його дуже зачепило, що Оксана навідріз відмовила «такому багатому й впливовому»:
«Мотив покищо до кінця не ясний. Але те, що він задумав з дівчиною поквитатися, причому найжорстокішим чином — взяти силоміць, а потім вбити — встановлений факт». 
У соцмережах Присяжнюк знайшов Краснощока, з яким погодив злочинний план. У день злочину Присяжнюк не виходив з дому й старався з метою забезпечення алібі, щоб його бачило якомога більше людей.

### Після спалення
10 березня 2012 року, випадковий перехожий Олег Найда почув дуже тихі, віддалені крики про допомогу за парканом недобудованної поліклініки й викликав міліцію о 8:20 ранку. Міліція приїхала через 4 хвилини (двоє молодих міліціонерів, на старому жигулі-07), вони й знайшли обгорілу Оксану у ямі спаленого сміття (протягом 20 хвилин прибуло 4 машини міліції). Однак карета швидкої допомоги їхала 40 хвилин, хоча станція швидкої знаходилася поруч із місцем злочину.
Міліціонери витягли дівчину з ями, адже вона не могла вибратися самостійно: Оксана стала на ноги, але одразу впала від болю в обпалених ступнях. Вона могла говорити і назвала злочинців, які намагалися її вбити. За розповідями лікарів, до лікарні дівчину привезли голу, обгорілу, в міліцейській шинелі, і зі слідом зашморгу на шиї. Лікар-куратор Олександр Чеботарьов сказав, що «потрібно довго лежати на вугіллі, щоб опіки досягли такої глибини».
Про те, що Оксана при смерті, матері, яка перебувала в Києві, повідомила (10 березня в 11:00) старша сестра Оксани, яка працювала в шпиталі в Миколаєві. 11 березня о 6:00 мати була в палаті у Оксани.

## Лікування дівчини
10 березня в 10:20 ранку Оксану Макар було доправлено до обласного центру термічної травми в міській лікарні № 3. У неї було обпалено близько 55 % поверхні тіла, значна частина опіків 3-го та 4-го ступенів.
Як розповіла мати потерпілої Тетяна Суровицька 12 березня:
Оксаночка знаходиться зараз у реанімації. Лікарі спочатку давали 2 відсотки, тепер — пів… У неї нирки просто… зварені… Лікарі сказали, що за 30 років практики вони такого ще не бачили. Зазвичай, сказали вони, люди вмирають протягом 2—3 годин, і то, при менших опіках… А у Оксаночки — 55 % опіків… Вона у мене одна-єдина, я за неї все віддам — всю шкіру, нирки, все — лише б вона жила….
12 березня дівчині ампутували праву руку. У неї також були обвуглені тулуб, стегно, поперек, стопи. Згодом Оксану перевели з реанімації до палати інтенсивної терапії.
Знімальна група російського «Першого каналу» запропонувала транспортувати Оксану на літаку для лікування в московській клініці, проте лікар-куратор дівчини Володимир Мороз заявив, що стан потерпілої не дозволяє її транспортування ні до Москви, ні навіть до Києва. 14 березня кров для постраждалої здали понад 150 миколаївців.
15 березня Оксану Макар увели в стан медикаментозного сну і перевели на штучне вентилювання легень. З першого дня миколаївських лікарів консультували київські колеги, зокрема доцент кафедри комбустіології Національної медичної академії післядипломної освіти Володимир Циганков. Біля палати дівчини міліція встановила охорону.
16 березня до Миколаєва прибув керівник Донецького опікового центру Еміль Фісталь, який вирішив перевезти Оксану Макар до Донецька для лікування в Донецькому опіковому центрі. Того ж дня дівчину прооперували й відправили до Донецька.
З 16 березня в Донецькому опіковому центрі Оксану готували до операції з пересадки шкіри. 18 березня — виявили запалення легенів, що почалося через переохолодження — дівчина десять годин пролежала на вулиці.
19 березня після чергового очищення ран з'ясувалося, що «у неї згоріла пряма кишка, м'язи сідниць, сухожилля, бовтається тазостегновий суглоб, приєдналася двостороння пневмонія, легені майже повністю зникли». 20 березня за допомогою лікаря зі Швейцарії буде проведено операцію з видалення некротичних тканин.
У четвер вранці 29 березня 2012 року (7:30 за Київським часом), попри всі старання лікарів, Оксана Макар померла в Донецькому опіковому центрі від зупинки серця.

## Поховання
Оксану Макар поховали в білій вінчальній сукні й у білій труні 31 березня 2012 року на цвинтарі села Шевченкове біля пам'ятника героям Другої світової війни (поблизу Миколаєва, біля селища Луч Вітовського району, де жила дівчина).
На похорон прийшло близько 1000 осіб, з Миколаєва було організовано підвезення автобусами. Витрати на поховання взяла на себе місцева влада, а на самій церемонії були присутні тодішні мер Миколаєва Чайка Володимир Дмитрович, голова облради, заступник губернатора. Губернатор не був присутній, можливо, з тієї причини, що він, на самому початку лікування О. Макар, конфліктував із мітингувальниками на її підтримку. Розпорядниками на похороні були люди, які організовували стихійні мітинги, зокрема Юрій Круцілов (вони назвали себе групою «Громадськість проти беззаконня»). На прохання матері дівчини пресі було відмовлено в будь-яких коментарях у ці дні, хоча на похорон прибули знімальні групи більшості телеканалів України, а з Росії — канал «Росія-1».
Офіційне співчуття надіслав президент України Янукович: «Щиро співчуваю рідним та близьким дівчини, передчасно пішла з життя в результаті вчиненого проти неї жорстокого злочину».

## Кримінальна справа
12 березня двоє з трьох підозрюваних у причетності до злочину були відпущені під підписку про невиїзд. Під вартою залишився лише той, хто безпосередньо душив, а потім підпалював дівчину. Тоді ж місцеві журналісти повідомили, що один із відпущених підозрюваних — син колишньої голови Єланецької райдержадміністрації, а другий — нібито син колишнього прокурора Центрального району Миколаєва.
13 березня стали відомі імена підозрюваних: Євген Краснощок, Максим Присяжнюк (усиновлена дитина колишньої голови Єланецької РДА) й Артем Погосян. Двох останніх спочатку відпустили під підписку про невиїзд, але 13 березня їх знову було затримано. За рішенням Центрального районного суду Миколаєва, усіх трьох посадили під варту в слідчому ізоляторі.
13 березня проти затриманих було порушено кримінальну справу за ч. 3 ст. 152 Кримінального кодексу (зґвалтування, вчинене групою осіб); щодо одного з них додатково порушено справу за статтею п. 10 ч. 2 ст. 115 (вбивство, вчинене з метою приховання іншого злочину, поєднане із зґвалтуванням). Міністр внутрішніх справ України Віталій Захарченко надіслав до Миколаєва фахівців Центрального апарату міністерства.
14 березня мати Оксани Тетяна Суровицька казала у відео-зверненні (яке було викладено на Youtube), що попри те, що Оксана весь час залишалася притомною, міліція та прокуратура не допитали її, і не була зроблена медична експертиза. Але під кінець дня 14 березня Оксану Макар допитали слідчі (двоє з міліції та двоє з прокуратури) і було нарешті здійснено судмедекспертизу. За словами матері, Оксана пам'ятала майже все, що сталося з нею того вечора: так, дівчина розповіла, що її почали душити тоді, коли вона пригрозила хлопцям повідомити про зґвалтування в міліцію.

### Особи підозрюваних в злочині
У перші ж дні після арешту усі троє підозрювані визнали свою участь у скоєнні злочину..
Максим Присяжнюк на той момент працював юристом в управлінні культури миколаївської мерії близько трьох місяців. Зі слів керівниці того ж управління, жінки-працівниці тепер жахаються, бо у них теж є доньки. Зі слів свідків, Присяжнюк тривалий час знав Оксану, але вона йому відмовляла. Про Максима Присяжнюка також зазначали, що він «покинув вагітну дружину й водив до себе дівчат».
Євген Краснощок у 17 років пішов із дому (через конфлікт із вітчимом і матір'ю); працював у фірмі з розповсюдження телефонних карток, також на будівельних шабашках. У момент скоєння злочину працював охоронцем у косметичному магазині на ринку Колос. В Інтернеті був у соціальній групі, яка близька до скінхедів; носив примітну «цап'ячу борідку». Мав однорічну дитину від «дружини без реєстрації». На викладеному в інтернеті відео Краснощок каже таку фразу: «Я її зґвалтував. Вона не заспокоїлася і я вирішив її задушити».
Артем Погосян — за повідомленнями ЗМІ, його батько (помер кілька місяців тому) працював прокурором або заступником прокурора в одному з районів Миколаєва. Також у низці ЗМІ була наявна інформація, що старший брат Погосяна перебуває в тюрмі за зґвалтування.

### Оксана Макар була у свідомості весь час з 10 до 16 березня
15 березня Оксана Макар по телефону дала екслюзивне інтерв'ю сайту «Gazeta.ua» :
«Почуваюся погано. Майже не відчуваю тіла. Лікарі кажуть, якби була без свідомості — мені було б легше. А так я все бачу, розумію, відчуваю. Але це добре, я у свідомості. Кажуть, шансів більше».
«Я пам'ятаю бар і як ми йшли в гості. Потім я відключилася. Провал… Пам'ятаю, як мене душили. І коли прийшла до тями. Коли всю ніч лежала, пам'ятаю. Я думала, що не переживу. Тіла не відчувала. Спочатку кликала на допомогу. Але там нікого не було. Почала молитися. Мені здалося, що я померла. Все пам'ятаю, як у тумані».

«Як ви розцінюєте таке чудесне спасіння? Що Ви про це думаєте? — Оксана: Мабуть, Бог так вирішив. Якщо не дав померти, значить, я для чогось йому тут потрібна. Я обов'язково виживу. Я буду дуже старатися. Дуже…»

### Подальше розслідування справи
22 березня через порушення, допущені при розслідуванні злочинів, скоєних стосовно Оксани Макар, до відповідальності було притягнуто 9 керівників підрозділів внутрішніх справ у Миколаївській області, а також низку працівників органів прокуратури області. Звільнено із займаних посад заступника начальника слідчого управління та начальника відділу з розслідування злочинів проти життя і здоров'я людини внутрішніх справ у Миколаївській області.
29 березня кримінальну справу Оксани Макар перекваліфікували зі статті про замах на вбивство на статтю про умисне вбивство.
На початку квітня з'явилися повідомлення в ЗМІ, що за 20 діб (коли Оксана ще була живою), прокуратура не провела «офіційне впізнання» підозрюваних Оксаною Макар (як передбачено ст. 174 Карного процесуального кодексу). Також стверджувалося, що станом на 10 квітня прокуратура так і не висунула звинувачення підозрюваним (Присяжнюку, Погосяну, Краснощоку).
25 квітня справу було передано до Центрального районного суду Миколаєва. Підозрюваним висунули звинувачення за ч.2 ст.115 і ч.4 ст.152 Кримінального кодексу: «умисне вбивство, вчинене з особливою жорстокістю, поєднане із зґвалтуванням за попередньою змовою групою осіб»; «зґвалтування з тяжкими наслідками». Максимальне покарання — довічне ув'язнення.
13 травня 2012 року міліція взяла матір Оксани Макар Тетяну Суровицьку під охорону внаслідок отримання останньою погроз на свою адресу. Починаючи з 12 червня судові засідання проходили у відкритому режимі, за винятком окремих засідань, де вивчалися докази, які не підлягали розголошенню (тобто інтимного характеру).

### Вирок
Центральний районний суд Миколаєва присудив покарання вбивцям: Євгену Краснощоку — довічне ув'язнення, Максиму Присяжнюку — до 15 років позбавлення волі, Артему Погосяну — до 14 років позбавлення волі.
У травні 2013 Миколаївський апеляційний суд погодився з рішенням першої інстанції у справі про зґвалтування й убивство Оксани Макар.
У червні 2014 Вищий спеціалізований суд України з розгляду цивільних і крімінальних справ виніс рішення у справі про вбивство Оксани Макар і залишив у силі вирок попередньої інстанції.
У 2019 році Центральний райсуд Миколаєва відмовив у перегляді справи Євгену Краснощоку.

## Суспільний резонанс

### Мітинги

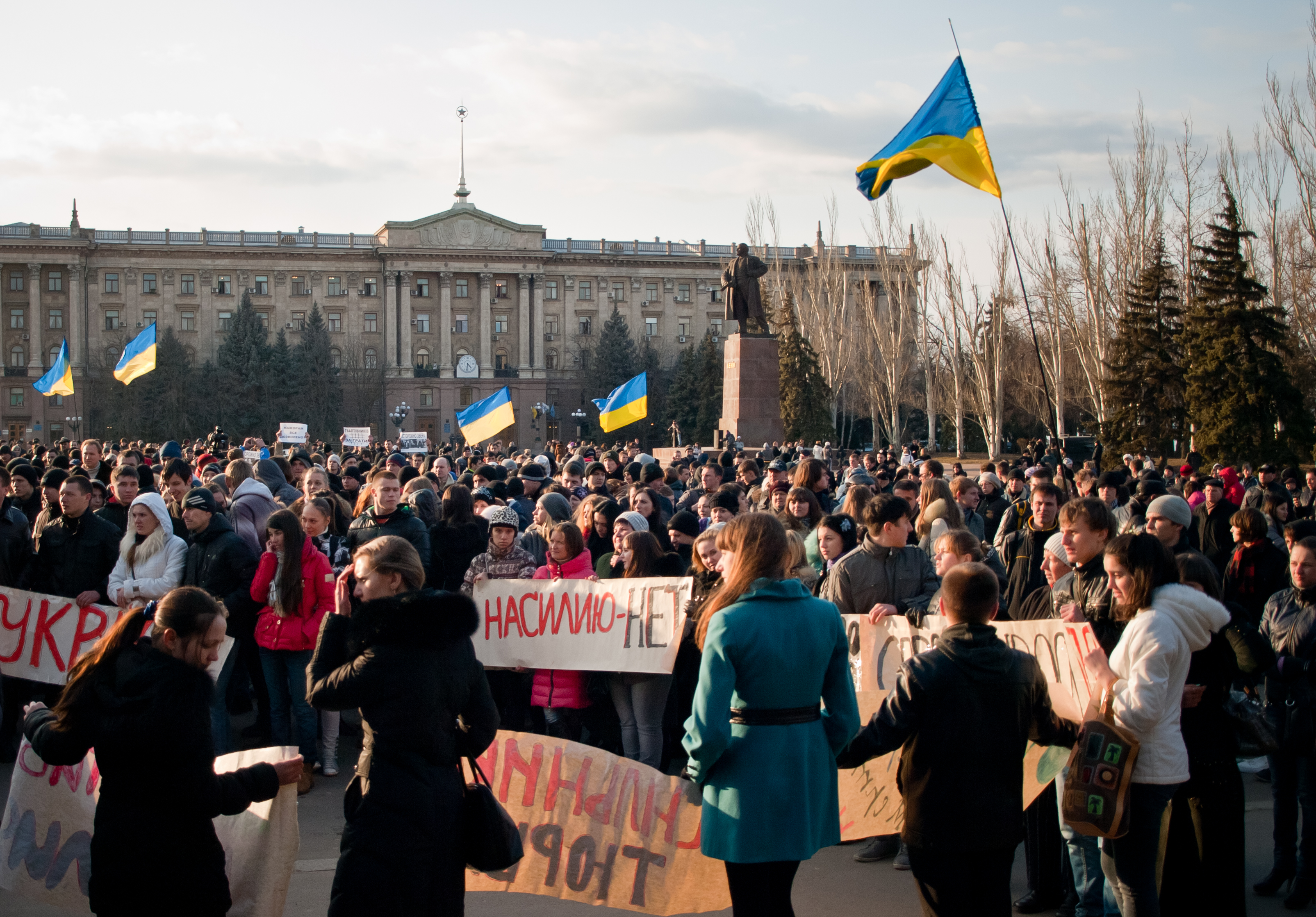
Акція на підтримку Оксани Макар (та Олександри Попової) 15 березня в Миколаєві

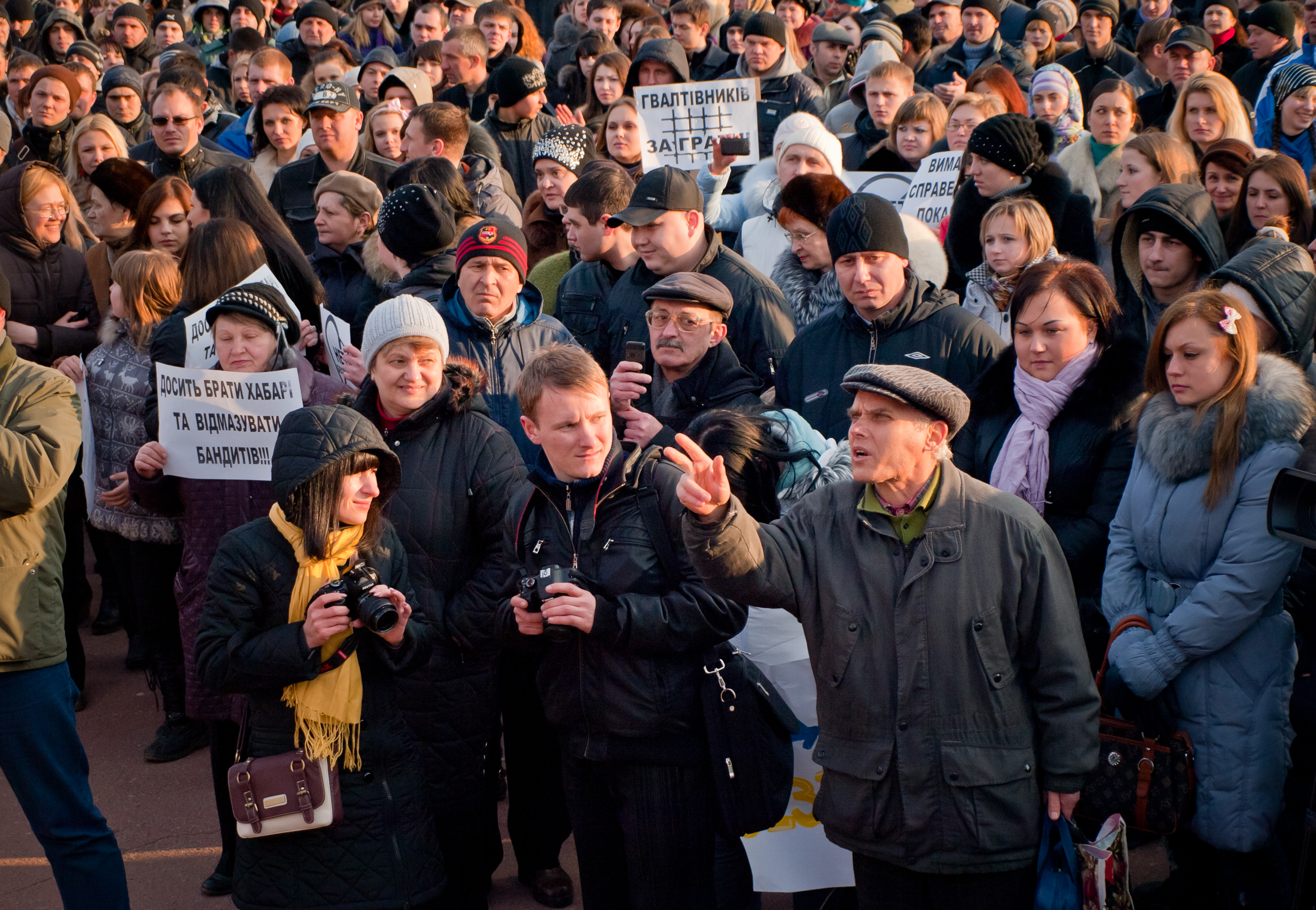
Акція протесту на підтримку Оксани Макар (та Олександри Попової) 15 березня в Миколаєві

13 березня, після того, як двох підозрюваних було відпущено під підписку про невиїзд, перед будівлею Центрального РВВС встановили пікет. Після цього пікет пересунувся до прокуратури Миколаївської області. Ще одна акція протесту відбулася на площі Леніна.
14 березня в Інтернеті було створено «Сайт підтримки Оксани Макар». У соціальних мережах «ВКонтакті» та «Facebook» було створено велику кількість груп і спільнот, через які організовувалися мітинги.
За повідомленнями ЗМІ, 15 березня на мітинг на площі Леніна зібралися від двох до десяти тисяч осіб. Цим скористалося молодіжне крило «Партії регіонів» — «Молоді регіони», які зареєстрували в міськвиконкомі свій мітинг і поставили свою сцену й звук на 30 хвилин раніше. У результаті мітингувальники розділилися на дві великі групи. Міський голова Володимир Чайка під час свого виступу був обсвистаний за те, що не показався 13 березня і не озвучив свій погляд (хоча, за його словами, він був у відрядженні).
15 березня стало відомо, що 10 березня (того ж дня, коли була знайдена Оксана) до ЛШМД було доставлено 18-річну Олександру Попову (вона не була зґвалтована, але побита до напівсмерті), була знайдена лежачою без свідомості, голою на землі в парку в центрі Миколаєва. За словами головного лікаря ЛШМД, стан Олександри не легший, ніж Оксани Макар, злочинець ногою роздавив їй трахею. Злочин творився в людному місці, на очах декількох жінок; злочинець затриманий 11 березня 2012 року. На мітингу 15 березня на площі Леніна були заклики підтримати не тільки Оксану Макар, але й Олександру Попову. Після 97 днів у лікарні, з яких 72 — у стані коми, Олександра, на відміну від Оксани, усе ж таки вижила.
Учасники мітингу на площі Леніна зібрали для лікування Оксани Макар 7511 гривень. Окрім того, ще 6652 гривні було зібрано для Олександри Попової. Всього до 16 березня на рахунок матері Оксани Макар надійшло понад 110 тисяч гривень.
15 березня мітинги проти беззаконня і на підтримку Оксани Макар відбулися також у Києві, Одесі та Харкові, 16 березня — у Сумах і у Львові. 15 березня активістки руху Femen провели топлес-акцію біля будівлі Генеральної прокуратури України, вимагаючи найжорсткішого покарання для злочинців.
Преса писала «нікого й ніколи українці так дружно не рятували», «трагедія Оксани об'єднала Україну»; те, що Оксана вижила всупереч подвійному задушенню та спаленню, вважали чудом.
Після смерті Оксани Макар її мати передала всі гроші, що залишилися, на лікування Олександри Попової. Згодом на ці гроші в Німеччині купили й привезли обладнання для лікування дівчини.

### Реакція українських політиків та громадських активістів
Під час пленарного засідання Верховної ради 14 березня народний депутат Геннадій Задирко, коментуючи події, сказав, що Україні потрібно «повернути смертну кару». Депутат Олег Ляшко закликав своїх колег перерахувати постраждалій одноденну зарплату депутатів, а також «каструвати педофілів».
Радниця Президента Марина Ставнійчук підтримала мешканців Миколаєва, які виступили проти звільнення підозрюваних. Вона зазначила, що в Адміністрації Президента здивовані поведінкою правоохоронців, які відпустили підозрюваних у жорстокому зґвалтуванні й спробі вбивства. Радниця Президента підкреслила, що особисто їй як юристці «взагалі не зрозуміло, як після такого звірячого злочину можна було затриманих відпустити».
Губернатор Миколаївської області Микола Круглов звинуватив у трагедії зокрема й сім'ю постраждалої дівчини: «Питання контролю дитини — це питання сім'ї. Це неповнолітня дитина, у нас у 18 років ще в школі вчаться — я з цього погляду говорю». Раїса Богатирьова (віцепрем'єр-міністерка Україні й за сумісництвом міністерка охорони здоров'я України) мала розмову з Миколою Кругловим і попросила забезпечити Оксану необхідною медичною допомогою.
Секретар РНБО Андрій Клюєв висловив упевненість, що миколаївських ґвалтівників буде покарано за всією суворістю закону. Він зазначив, що «влада зобов'язана адекватно реагувати на будь-який злочин — ніхто не повинен уникати покарання незалежно від зв'язків чи соціального статусу».
Президент України Віктор Янукович доручив генеральному прокурору Віктору Пшонці забезпечити повне й неупереджене розслідування злочину.
Заслужена артистка України Анжеліка Рудницька сказала, що не вірить у виконання наказу президента Януковича про забезпечення повного й неупередженого розслідування справи зґвалтування Оксани Макар. Вона заявила: «Якщо правоохоронна система не здатна захистити своїх громадян і покарати винних, люди самі повинні всіма доступними законними методами змусити її це робити».
Організатор громадських акцій протесту Юрій Круцилов заявив, що люди сумніваються в тому, що діти чиновників отримають справедливе покарання. Тому, за його словами, активісти беруть цю справу «під народний контроль». Круцилов зазначив, що миколаївці будуть домагатися відставки правоохоронців, причетних до того, що винуватці злочину опинилися на волі.
Народний депутат Сергій Соболєв заявив, що прессекретарка Миколаївського обласного УВС підполковник Ольга Передеренко «відверто бреше» після її заяв про те, що «дівчина була в такому стані, що не могла ні одного свідчення дати». Він обурився, що Передеренко досі працює.

### Іноземні ЗМІ
Трагедію Оксани Макар згадали багато інформаційних сайтів Заходу, а також практично всі найбільші ЗМІ, включно з ABC News, The Independent, Arab News, Agence France-Presse, Le point, Paris Match, Aftonbladet, Slobodna Dalmacija, Star Gazete, Wirtualna Polska, Ekstra Bladet, Giornalettismo, La Informacion. Зокрема французька «Le Figaro» надрукувала невелику статтю «Муки Оксани обурили Україну». А газета «The New York Times» написала: «Оксана Макар прийшла в цей світ, щоб відкрити українському суспільству очі».

### Документальні телепередачі
- Оксана Макар. Переосмислення[недоступне посилання з липня 2019] — Українські сенсації. 1+1.
- Випуск 3. Мати Оксани Макар зізналась, на що витратила гроші доньки — «Один за всіх». СТБ. (укр.) (рос.)